# Patrice Abanda
Patrice Abanda Etong (Yaoundé, 1978. augusztus 3. –) kameruni labdarúgóhátvéd.
A kameruni válogatott színeiben részt vett az 1998-as labdarúgó-világbajnokságon, illetve a 2000. évi nyári olimpiai játékokon, ahol aranyérmet szereztek.